# فجل (جنس)
الفُجْل (باللاتينية: Raphanus) جنس نباتي يتبع الفصيلة الكرنبية من رتبة الكرنبيات. يضم عدة أنواع مقبولة أهمها الفجل المزروع (باللاتينية: Raphanus raphanistrum subsp. sativus) وعدة أنواع لم يحسم أمرها بعد. موطن معظمها أوروبا والقوقاز وينمو كثير منها في الوطن العربي.

## من أنواعهالواطنةفي الوطن العربي
- الفجل البري (باللاتينية: Raphanus raphanistrum) في بلاد الشام ومصر والمغرب العربي والقوقاز وكل أوروبا
- الفجل السلجمي (باللاتينية: Raphanus rapistrum) في بلاد الشام
- الفجل المشوش (باللاتينية: Raphanus confusus) في بلاد الشام
- الفجل المنقاري (باللاتينية: Raphanus rostratus) أو (باللاتينية: Raphanus raphanistrum subsp. rostratus) في بلاد الشام

## من أنواعه الأخرى
- الفجل المزروع (باللاتينية: Raphanus sativus) أصله من إسبانيا والبرتغال